# Sven Lendahl
Sven Lendahl, född 1712 i Alingsås, död där den 26 december 1788, var en svenska fabrikör, handelsman och mecenat.

## Biografi

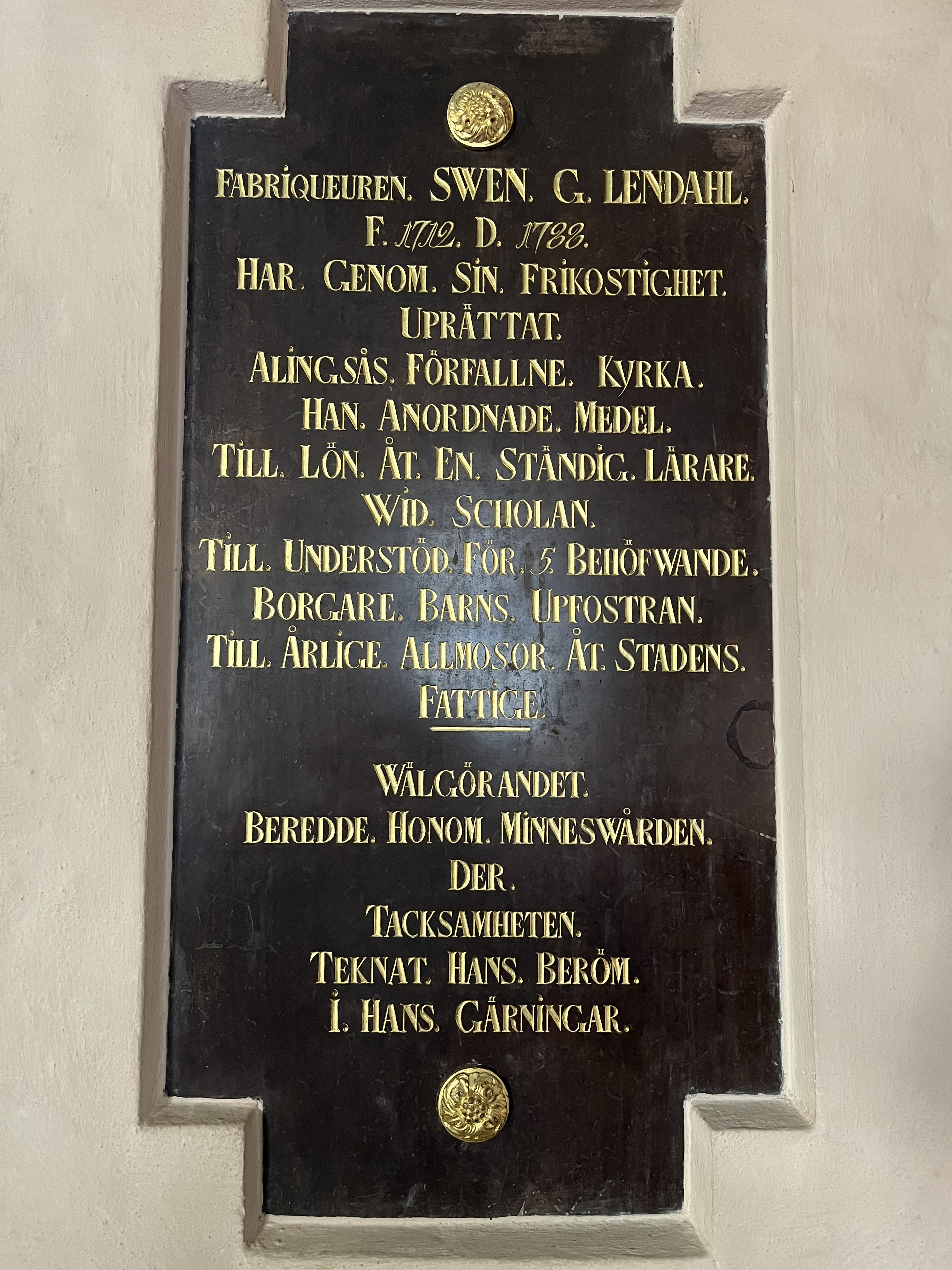
Minnesplakett i sten över Sven Lendahl i Christinae kyrka i Alingsås.

Sven Lendahl föddes i Alingsås som son till Sven Lendahl den äldre. Fadern var bandvävare, vilket även Sven Lendahl den yngre blev och han anställdes redan som 12-åring vid det sidenbandväveri som Jonas Alströmer upprättade i Alingsås 1724 och som förestods av en holländare. Alströmer hade i Holland köpt in ett flertal vävmaskiner för bandtillverkningen. Tillverkningen vid Alströmers manufaktur lades ner under 1730-talet.
Detta betydde dock inte att far och son Lendahl blev arbetslösa, utan de startade egen verksamhet med två florettbandstolar i egen verkstad. Under 1740-talet företog Sven Lendahl den yngre en resa till Holland och Tyskland där han inhämtade djupare kunskaper om bandvävning, och då kanske särskilt kring vävning av band i linne. Under resan inhandlade han även bandvävstolar för både linne och silke. Efter denna resa expanderade verksamheten och han tog in  gesäller och lärgossar. Utöver detta anställde Lendahl åtta kvinnor, som var ansvariga för silkesvindning och florettspolning. 1748 bodde han tillsammans med sin bror Johan Lendahl (född 1715) och sin mor Maria; han hade en gesäll, en dräng och två pigor.
Verksamheten utvecklades under 1750-talet och Lendahl blev med tiden en förmögen man. Han inköpte även fastigheter såsom en kvarn och såg i Nårunga samt ett hemman i Eggvena. Dessutom ägde han två fastigheter i Alingsås stad, en vid Drottninggatan och en vid Södra Ringgatan. Han och familjen bodde på den senare adressen. 1768 titulerades Lendahl fabrikör för Sidenbandväveriet; han hade nu flera gesäller och lärlingar. Väveriet låg vid torget Fredriksplan som idag utgörs av Museiparken.
Lendahl blev med tiden en av staden främsta medborgare och på Gustav III:s kröningsdag den 29 maj 1772 höll han ett hyllningstal på Stora Torget.
I sitt testamente skänkte Lendahl stora summor pengar till Svenska kyrkan, vilket gjorde att Christinae kyrka i staden åren 1788-1792 kunde genomgå en ordentlig renovering, då kyrkans torn byggdes samtidigt som långhusets väggar höjdes med en och en halv meter, samt att nya, större fönster kunde sättas in. Hans arv räckte även till att anställa en heltidsanställd lärare, varför man 1789 kunde inviga Alingsås stadsskola.